# Maria Pogonowska
Maria Pogonowska, do 1940 Proner, z domu Asterblum (ur. 30 października 1897 w Warszawie, zm. 15 lipca 2009 w Tel Awiwie) – polska uczona pochodzenia żydowskiego, doktor fizyki, żona farmaceuty i botanika Mieczysława Pronera − ofiary zbrodni katyńskiej, superstulatka.

## Życiorys

### Rodzina
Urodziła się w Warszawie w zamożnej, zasymilowanej rodzinie inteligentów żydowskich. Ojciec Maurycy Asterblum (ur. 28 maja 1866), kandydat praw po Cesarskim Uniwersytecie Warszawskim, ze względu na wydany ówcześnie zakaz pracy Żydów w adwokaturze zmuszony był zatrudnić się w charakterze urzędnika w banku, następnie w fabryce; po uchyleniu tego zakazu w 1905 pozostał w zarządzie fabryki, sporadycznie występując jako adwokat przysięgły. Matka Salomea z Kernbaumów (ur. 1 czerwca 1869) ukończyła prywatną szkołę dla dziewcząt Jadwigi Sikorskiej. Ze strony obojga rodziców Asterblumówna spowinowacona była z inteligencją żydowską, m.in. kuzynka Jadwiga Kernbaum, artystka-klimiarka i prezes Towarzystwa Zdobniczego, wyszła za mąż za wybitnego historyka Marcelego Handelsmana; kuzyn ze strony ojca Izydor Asterblum był lekarzem, po jego śmierci wdowa została żoną biochemika Jakuba Parnasa.

### Edukacja
Edukację na poziomie szkoły średniej Maria Asterblum uzyskała na pensji Anieli Wereckiej w Warszawie, gdzie przez pewien czas jej polonistą był znany później pedagog Bogdan Nawroczyński. W 1915 złożyła egzamin dojrzałości. W tymże roku wstąpiła na Uniwersytet Warszawski, niedawno otwarty po opuszczeniu Warszawy przez Rosjan, podejmując studia fizyczne; była jedną z czterech kobiet przyjętych na pierwszy rocznik studiów. Uczęszczała m.in. na wykłady profesorów Stefana Mazurkiewicza i Zygmunta Janiszewskiego. W 1924 została pierwszym doktorem wypromowanym na Wydziale Fizyki. Pracowała jako starszy asystent w Zakładzie Fizyki Doświadczalnej Uniwersytetu Warszawskiego pod kierunkiem opiekuna swojej pracy doktorskiej profesora Stefana Pieńkowskiego. Prowadziła ćwiczenia z fizyki, ogłosiła kilka prac z zakresu badań optycznych.

### Małżeństwo
3 lipca 1927 wyszła za mąż za młodszego o sześć lat Mieczysława Pronera, również urodzonego w rodzinie zasymilowanych Żydów, doktora farmacji i wykładowcę Uniwersytetu Warszawskiego. 14 stycznia 1929 urodziło się ich jedyne dziecko, córka Janina. Pronerowie kontynuowali pracę na Uniwersytecie do 1938, kiedy Mieczysławowi odmówiono, ze względu na żydowskie pochodzenie, otwarcia przewodu habilitacyjnego. Rok później Proner został zmobilizowany i po wybuchu II wojny światowej trafił do niewoli radzieckiej. Wiosną 1940 zamordowano go w Charkowie.

### Lata okupacji
Po powstaniu getta warszawskiego Maria Pronerowa, za namową znajomych (szczególnie aktywnej potem w „Żegocie” Marii Palestrowej), pozostała z córką po stronie aryjskiej. Uzyskała dokumenty na nazwisko Pogonowska, którym posługiwała się już do końca życia. Wielokrotnie zmieniała miejsce zamieszkania, utrzymywała się z handlu środkami spożywczymi (proszkami zastępującymi jajka), papierosami, mydłem. Do getta trafili starsza siostra i rodzice Pronerowej, a także rodzina męża; siostra i rodzice zdołali zbiec, ale żadne z nich nie przeżyło wojny − ojciec zmarł kilka miesięcy po wyjściu z getta, matka zginęła na Nowym Mieście w czasie powstania warszawskiego, a siostra Stefania (ur. 25 września 1894), wywieziona po powstaniu na roboty do Niemiec (na aryjskich papierach), poniosła śmierć od amerykańskiej bomby 5 maja 1945. W getcie zginęli matka i siostra Mieczysława Pronera oraz dalsi członkowie rodziny. Pronerową-Pogonowską i jej córkę wybuch powstania zastał na Ochocie, po kilku dniach obie zostały wygnane z mieszkania i przez obozy przejściowe (Pruszków, Wrocław) trafiły do obozu pracy w Bunzlau (Bolesławcu), gdzie doczekały wyzwolenia przez wojska radzieckie w lutym 1945. Były w tym czasie nieświadome śmierci Mieczysława, pominiętego na listach ofiar Katynia ujawnionych przez Niemców w 1943.

### Po wojnie
Po wojnie Maria Pogonowska zdecydowała się nie wracać do pracy naukowej i związała się z Domem dla Dzieci i Chronicznie Chorych, prowadzonym na Okęciu przez Marię Palester. Została jej zastępczynią, zajmowała się sprawami administracyjnymi, pomagała podopiecznym w lekcjach. Przyczyniła się do pozyskania terenu na warszawskim Kole pod nową siedzibę domu, przekształconego w Dom Dziecka Warszawy i była aktywna przy jego planowaniu, budowie, urządzaniu. W placówce tej pracowała do przejścia na emeryturę w 1962. W tym czasie bezskutecznie korespondowała z władzami polskimi i radzieckimi oraz Czerwonym Krzyżem w sprawie ustalenia losów męża, nie znalazła jego nazwiska również na listach katyńskich dostępnych na Zachodzie, kiedy przebywała na zaproszenie dalszej rodziny w USA w 1964. Na emeryturze nie pozostawała bezczynna, zajmowała się wnuczkami, a także podjęła jeszcze raz pracę dydaktyczną na Akademii Medycznej w Warszawie, prowadząc ćwiczenia w Zakładzie Fizyki.

### Wyjazd do Izraela
W rezultacie wydarzeń marca 1968, kiedy Polskę postanowiła opuścić córka Pogonowskiej z najbliższą rodziną, Maria Pogonowska zdecydowała się wyjechać wraz z nimi. Utraciła wówczas obywatelstwo polskie i prawo do emerytury. Zajmowała się wnuczkami, potem prawnukami, uczyła się języka hebrajskiego, przez pewien czas pracowała w wypożyczalni polskich książek. W 1980, na jej wniosek, Maria Palester otrzymała tytuł Sprawiedliwej wśród Narodów Świata. W 1990 doczekała się oficjalnego wyjaśnienia okoliczności śmierci męża. Została w tymże roku członkinią Rodziny Katyńskiej w Izraelu. W 1994 uczestniczyła w uroczystościach posadzenia tysiąca drzewek − symbolicznego Lasku Katyńskiego koło Jerozolimy. Odzyskała też polskie obywatelstwo. W 2005 złożyła przed przebywającym w Izraelu polskim prokuratorem Instytutu Pamięci Narodowej zeznania dotyczące zbrodni katyńskiej. Spisane przez nią w latach 1995–2000 Wspomnienia warszawianki ukazały się na łamach „Kwartalnika Historii Żydów” (2009, nr 1).
Niemal do końca długiego życia pozostawała aktywna – interesowała się bieżącymi wydarzeniami politycznymi, czytała po polsku, utrzymywała kontakt z warszawskim domem dziecka na Kole. Z okazji 110. rocznicy urodzin odebrała gratulacje i życzenia m.in. od prezydentów Polski i Izraela oraz od Ireny Sendlerowej. Jako receptę na długowieczność wymieniała aktywność i pracę oraz bliskość rodziny. Zmarła w wieku 111 lat 15 lipca 2009 jako jedna z najstarszych osób na świecie (na liście udokumentowanych przypadków długowieczności na dzień jej zgonu zajmowała 35. miejsce). Jej rodzina składała się wówczas z owdowiałej w 2006 córki, dwóch wnuczek (Hanny ur. 1952 po mężu Russo,  informatyczki, oraz Ewy ur. 1954 po mężu Shlank, lekarki), pięciorga prawnuków oraz dwojga praprawnuków.
Córka Janina po mężu Goldhar (1929-2021) po ukończeniu studiów medycznych pracowała na warszawskiej Akademii Medycznej jako docent bakteriologii; w Izraelu doszła do stanowiska profesora mikrobiologii lekarskiej Uniwersytetu Tel Awiwu.